# Stand Up (Big Bang)

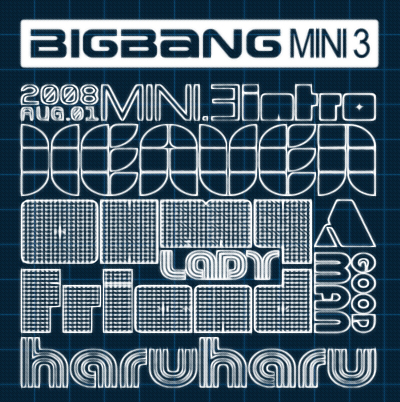

With U è il quinto EP del gruppo musicale sudcoreano Big Bang, pubblicato l'8 agosto 2008 dalla YG Entertainment.

## Tracce
1. Intro (Stand Up) - 1:35
2. 하루하루 (Day by Day) - 4:15
3. 천국 (Heaven) - 4:06
4. 착한 사람 (A Good Man) - 3:23
5. Lady - 3:19
6. Oh My Friend (feat. No Brain) - 3:31